# Werner Welzel
Werner Welzel (* 21. Juni 1923 in Dessau; † 21. April 2001 in Dessau) war ein deutscher Fußballspieler und Nationalspieler der DDR.

## Meisterschaftskarriere

### SV Dessau 05/BSG Motor Dessau
Welzel war den Dessauer Fußballanhängern schon seit den 1940er Jahren bekannt, als er noch bei dem mehrfachen Gaumeister SV Dessau 05 spielte. Vorübergehend war „der im Stil eines Könners spielende 18-jährige Welzel“ auch als Gastspieler bei Hannover 96 aufgetaucht. Jahre später, in der Herbstserie 1947/48, lief er als „Zonenspringer“ bei Werder Bremen auf.
Auch in den Nachkriegsjahren spielte der Dessauer Verein, jetzt als Betriebssportgemeinschaft Waggonbau Dessau, eine gute Rolle und gehörte von 1949 bis 1954 zur Oberliga, der obersten ostdeutschen Fußballklasse. Welzel war eine der Stützen der Mannschaft. Als die ostdeutsche Einheitsgewerkschaft Freier Deutscher Gewerkschaftsbund 1949 den FDGB-Fußballpokal ins Leben rief, setzte sich im Endspiel am 28. August 1949 in Halle (Saale) die BSG Waggonbau Dessau mit 1:0 gegen die BSG Gera Süd durch. Beim ersten ostdeutschen Pokalsieger wirkte auf der halblinken Stümerseite der damals 26-jährige Werner Welzel mit.
In seinen fünf Oberligajahren in Dessau wurde er zum erfolgreichsten Torschützen seiner Mannschaft, mit 65 Treffern erzielte er ein Fünftel aller Dessauer Tore in der Oberliga, von 156 möglichen Punktspieleinsätzen bestritt er 142. In der Oberligasaison 1953/54 hatte Welzels Heimmannschaft, die sich jetzt BSG Motor Dessau nannte, den Höhepunkt ihrer Leistungsstärke überschritten. Das Durchschnittsalter der Stammelf lag mit 27 Jahren für damalige Verhältnisse weit über dem Oberligadurchschnitt, außerdem hatten inzwischen mehrere Leistungsträger die Mannschaft verlassen. Als neuer Trainer führte Walter Fritzsch neue Trainingsmethoden ein, deren Härte die Spieler bisher nicht gewöhnt waren. Es brach eine offene Revolte gegen den Trainer aus, an der auch Werner Welzel beteiligt war. Er wurde daraufhin zusammen mit fünf anderen Spielern für sechs Monate gesperrt. Am Ende der Saison musste Motor Dessau absteigen.

### Berlin/Leipzig/Halle
Nach Verbüßung seiner Sperre trat Welzel für den Oberligaaufsteiger ASK Vorwärts Berlin an, für den er in der Halbserie 1954/55 noch neun Punktspiele bestritt. Anfang 1955 wurden zahlreiche Spieler des aufgelösten SC DHfK Leipzig zum ASK delegiert, der seinerseits nun überzählige Spieler zum SC Vorwärts Leipzig schickte. Unter ihnen war auch Werner Welzel. Nach sechs Monaten hätte er erneut umziehen müssen, denn die Fußballsektion von Vorwärts Leipzig wurde nach Cottbus verlegt.
Welzel blieb jedoch in Leipzig und schloss sich dem SC Rotation Leipzig an, der die Oberliga gerade mit einem dritten Platz beendet hatte. Inzwischen war Welzel jedoch schon 32 Jahre alt, und so kam er mit Ausnahme eines Einsatzes in der Übergangsrunde 1955 nur noch in der Reservemannschaft von Rotation zum Einsatz. Nach Abschluss der Saison 1956 ging Welzel nach Halle (Saale), um beim SC Wissenschaft Halle wenigstens in der zweitklassigen DDR-Liga spielen zu können. Eineinhalb Jahre später wurde ihm der Umstand, dass seine Mannschaft erneut Opfer von Umstrukturierungen wurde, zum Glücksfall. Der SC Wissenschaft wurde im Juni 1958 in die Reservemannschaft des Oberligisten SC Chemie Halle umgewandelt, und so erhielt Welzel die Möglichkeit, sich für Spiele in der obersten Spielklasse anzubieten. Bis zum Ende der Saison (Spielrhythmus damals Frühjahr/Herbst) kam er dort auch noch vier Mal zum Einsatz. Es waren seine letzten Oberligaspiele, denn Chemie Halle stieg ab, und nach dem sofortigen Wiederaufstieg war Welzel mit 36 Jahren zu alt für den Hochleistungsfußball. Er beendete seine aktive Fußballkarriere 1960, nachdem er 156 Punktspiele in der DDR-Oberliga absolviert und dabei 68 Tore erzielt hatte.

## Nationalmannschaft
Mit seinen konstant guten Leistungen machte Welzel Anfang der 1950er auch DDR-Nationaltrainer Willi Oelgardt auf sich aufmerksam. Dieser war nach dem ersten Auftreten der DDR-Nationalmannschaft, das mit einer 0:3-Niederlage gegen Polen enttäuschend verlief, auf der Suche nach durchschlagskräftigen Stürmern. So erhielt Welzel am 26. Oktober 1952 seine Chance im Länderspiel gegen Rumänien. Beim 1:3 in Bukarest erzielte die DDR-Mannschaft zwar ihr erstes Tor, das erzielte jedoch der Jenaer Karl Schnieke. Bei der weiteren Suche nach Nationalspielern wurde Welzel nicht weiter berücksichtigt, sodass es bei einem einzigen A-Länderspiel blieb. Weitere Auswahleinsätze waren ein B-Länderspiel am 10. Mai 1953 (DDR – Polen 3:0) und sieben Berufungen in die Landesauswahl Sachsen-Anhalts.

## Trainer
Nach seiner aktiven Laufbahn wirkte Welzel, der ausgebildeter Sportlehrer war, als Trainer unter anderem beim SC Chemie Halle (bis 1962) und von 1962 bis 1967 bei der BSG Motor Dessau, der er 1963 zum Aufstieg in die DDR-Liga verhalf. Zwischen 1967 und 1973 war er Trainer beim SC-Chemie-Nachfolger HFC Chemie, wo er die 2. Mannschaft betreute. Anschließend trainierte er bis 1981 Chemie Wolfen, wo er 1977 ebenfalls den DDR-Liga-Aufstieg schaffte.